# Im Blutrausch des Satans
Im Blutrausch des Satans (Originaltitel: Reazione a catena) ist ein italienischer Horrorfilm des Regisseurs Mario Bava aus dem Jahr 1971. Er gilt als Vorläufer bzw. Mitbegründer des Slasher-Film-Genres.

## Handlung
In einer idyllisch gelegenen Bucht wird die alternde, auf einen Rollstuhl angewiesene Gräfin Federica Donati von ihrem Ehemann stranguliert, bevor auch er Opfer eines Mörders wird. Dies ist der Auftakt einer Serie von blutigen und grausamen Morden, die scheinbar willkürlich und zusammenhangslos geschehen. Die abergläubischen Dorfbewohner vermuteten einen uralten Fluch als Hintergrund dieses Blutrausches.
Doch offenbar setzten die Mitglieder der adeligen Sippschaft alles daran, Verwandte aus Eifersucht, Rache und finanziellen Interessen zu dezimieren. Der Sohn Gräfin Federicas will den Tod seiner Mutter rächen, doch auch er wird selbst zum Opfer. Am Ende bleiben nur zwei kleine Kinder der Familie übrig – welche zuvor ihre Eltern erschossen.

## Hintergründe
- Das Magazin Total Film nahm den Film 2005 in eine Liste der 50 besten Horrorfilme aller Zeiten auf.
- In Deutschland wurde der Film 1987 wegen Verstoßes gegen § 131 StGB (Gewaltdarstellung) beschlagnahmt. Im Dezember 2022 wurde die Beschlagnahmung aufgehoben.[2]
- Am 7. Februar 2023 wurde die Indizierung aufgehoben.[3][4]

## Auszeichnungen
Der Film erhielt beim Sitges Festival Internacional de Cinema de Catalunya eine Auszeichnung für „Best Special Effects“.

## Sonstiges
- Die Handlung des Films wurde 2017 von deutschen Dark-Metal-Gruppe Eisregen auf deren Album Fleischfilm im Lied Im Blutrausch verarbeitet.